# Sveriges domstolsväsen
Sveriges domstolsväsen är en samlande beteckning för domstolarna i Sverige. Domstolarna kan indelas i tre grupper uppdelade efter vilken typ av mål de dömer i nämligen de allmänna domstolarna, de allmänna förvaltningsdomstolarna och specialdomstolarna. I de två första grupperna handläggs målen – åtminstone teoretiskt – i tre instanser. I den tredje gruppen varierar möjligheterna att överklaga.

## De allmänna domstolarna
Allmänna domstolar är tingsrätt, hovrätt och Högsta domstolen.
Tingsrätten är första instans. Det finns 48 tingsrätter av varierande storlek (våren 2010).
Hovrätterna, som är sex till antalet, är andra instans.  Dessa är
- Svea hovrätt
- Göta hovrätt
- Hovrätten över Skåne och Blekinge
- Hovrätten för Västra Sverige
- Hovrätten för Nedre Norrland
- Hovrätten för Övre Norrland

Högsta domstolen är högsta instans. Högsta domstolens dömer huvudsakligen i mål som ska leda rättstillämpningen, det vill säga skapa prejudikat.
De allmänna domstolarna är behöriga att handlägga alla typer av tvistemål, brottmål och ärenden, som inte uttryckligen har undantagits från deras kompetens. Behörigheten för en allmän domstol följer oftast av lag men en allmän domstol kan även ha behörighet att ta upp mål på grund av den så kallade restkompetensen. En allmän domstol kan således vara behörig att pröva en fråga om det inte finns någon annan domstol som är direkt behörig. 
Vanligen inleds handläggningen i tingsrätten men det finns också ärenden som inleds hos en förvaltningsmyndighet. En viss del av tvistemålen är så kallade familjemål som kan avse äktenskapsskillnad, vårdnad om barn, umgängesrätt och underhåll. Andra tvistemål kan avse fordringar eller skadestånd eller tvister om avtal, klander av bodelningar eller arvskiften. I de allmänna domstolarna handläggs även vissa ärenden där någon tvist mellan parterna normalt inte råder. Exempel på sådana ärenden är registrering av äktenskapsförord och förordnande av bodelningsförrättare.
För de allmänna domstolarna finns regler om processordningen i rättegångsbalken och lagen om domstolsärenden. För vissa måltyper finns kompletterande bestämmelser i andra lagar.

## De allmänna förvaltningsdomstolarna
Förvaltningsrätten är första instans. Det finns 12 förvaltningsrätter.
Kammarrätterna är andra instans. De är fyra till antalet och utgörs av
- Kammarrätten i Jönköping
- Kammarrätten i Göteborg
- Kammarrätten i Stockholm
- Kammarrätten i Sundsvall

Högsta förvaltningsdomstolen är högsta instans inom de allmänna förvaltningsdomstolarna. Högsta förvaltningsdomstolen dömer huvudsakligen i mål som ska leda rättstillämpningen det vill säga skapa prejudikat. Före 2011 hette Högsta förvaltningsdomstolen Regeringsrätten.
De allmänna förvaltningsdomstolarna handlägger främst mål som rör mellanhavanden mellan det allmänna och enskilda. Exempel på sådana mål är skattemål, mål om tvångsingripande mot psykiskt sjuka och missbrukare samt socialförsäkringsmål. Framför allt handlägger de allmänna förvaltningsdomstolarna överklaganden från förvaltningsmyndighet, exempelvis Skatteverket och Försäkringskassan.
För de allmänna förvaltningsdomstolarna finns regler om processordningen i lagen om allmänna förvaltningsdomstolar och förvaltningsprocesslagen. För vissa måltyper finns kompletterande bestämmelser i andra lagar.

## Särskilda domstolar och specialdomstolar
En form av specialisering inom de allmänna domstolsslagen är särskilda domstolar som är knutna till de allmänna domstolarna eller de allmänna förvaltningsdomstolarna. De särskilda domstolarna är specialiserade på en eller flera måltyper och är ensamma behöriga att pröva dessa måltyper. De är
- mark- och miljödomstolarna,

- patent- och marknadsdomstolen och

- migrationsdomstolarna.

Den mest uttalade formen av specialisering är specialdomstolar som är organisatoriskt fristående från de allmänna domstolsslagen. Det finns två sådana domstolar (den 1 november 2017): 
- Arbetsdomstolen och

- Försvarsunderrättelsedomstolen.

## Domstolsliknande nämnder
För vissa typer av hyres- och arrendetvister finns det hyresnämnder och arrendenämnder. Dessa har bland annat medlande roller i tvister mellan fastighetsägare och hyresgäster eller arrendatorer. 
Statens ansvarsnämnd prövar frågor om disciplinansvar, åtalsanmälan, avskedande, avstängning och läkarundersökning med tvång beträffande statligt anställda i högre befattningar.
Riksdagens ansvarsnämnd prövar vissa frågor om anställningar inom riksdagsförvaltningen. Det kan handla om att skilja någon från dennes anställning på grund av personliga förhållanden, disciplinansvar, anmälan om åtal eller avstängning av en anställd.
Det finns även andra förvaltningsmyndigheter som arbetar på ett sätt som liknar domstolar, till exempel Ansvarsnämnden för djurens hälso- och sjukvård.

## Domstolarnas administration
Domstolsverket är en förvaltningsmyndighet som lyder under regeringen och har inrättats för att ge administrativt stöd och service åt de allmänna domstolarna och de allmänna förvaltningsdomstolarna samt service åt allmänheten. De mål som Domstolsverket har att uppfylla handlar bland annat om en effektiv och ändamålsenlig resursfördelning, om att främja en ökad samverkan såväl inom Sveriges Domstolar som med andra myndigheter, liksom att vara drivande och stödjande i reform och förändringsarbeten inom domstolarna.

## Domare
Regeringen tillsätter domare på förslag från Domarnämnden. En domare kan i princip inte avsättas annat än i vissa särskilda fall som anges i regeringsformen.
Chefsdomare i hovrätt och kammarrätt kallas för president och i tingsrätt och förvaltningsrätt för lagman. Domarna i Högsta domstolen och Högsta förvaltningsdomstolen kallas justitieråd. Majoriteten av ordinarie domare är rådmän i tingsrätt eller förvaltningsrätt eller råd i hovrätt eller kammarrätt.

### Nämndemän
Lekmannadomare, så kallade nämndemän finns i varje tingsrätt, hovrätt, förvaltningsrätt och kammarrätt. Kommunfullmäktige i de kommuner som ingår i tingsrättens domkrets och regionfullmäktige i de regioner som utgör förvaltningsrättens, kammarrättens eller hovrättens domkrets utser nämndemän för en mandatperiod på fyra år. Nämndemännen har individuell rösträtt i domslut.